# Lekce neslušného chování
Lekce neslušného chování (orig. Easy Virtue) je britsko-kanadská filmová komedie založená na hře Noëla Cowarda Easy Virtue. Režie se ujal Stephan Elliott a v hlavních rolích se objevují Jessica Biel, Colin Firth, Kristin Scott Thomas a Ben Barnes. Příběh pojednává o americké vdově Laritě, která se zbrkle vdala za mladého Angličana Johna Whittakera. Když se společně objeví u něj doma, jeho matka ji začne nenávidět, zatímco otci je sympatická.

## Děj
Larita, okouzlující americká vdova a úspěšná automobilová závodnice, potká v Monaku mladého Angličana Johna Whittakera. Vezmou se a John ji odveze s sebou domů, aby potkala jeho rodinu a seznámila se s jejich panstvím, kde hospodařilo sedm generací rodiny Whittakerů. Tam Larita potká svou ledově chladnou tchyni Veronicu a rozcuchaného tchána se smutnýma očima Jima.
Veronica, předem rozhodnutá nemít ráda svoji snachu, je ještě více rozčílená, když zjistí, že se jedná o drzou Američanku, která, stejně jako Jim, mluví plynně francouzsky. Larita se rovněž seznámí s Johnovou bývalou přítelkyní Sarah Hurstovou, která má k Johnovu manželství dobrý vztah. Larita zůstává i přes pohrdání své tchyně klidná a dokonce prozradí, že již byla vdaná. Veronica cítí, že se John brzy svou manželkou unaví a manželství skončí rozvodem. Snaží se, aby byla Larita nešťastná, zatímco John souhlasil s tím, že zůstane doma.
John se k Laritině znechucení nehodlá opustit rodinné panství. Larita se na venkově nudí a odmítá se účastnit krvavých sportů jako lovení. Čte román Hledání ztraceného času od Marcela Prousta, což šokuje ženské příbuzné jejího manžela. Odmítá hrát tenis a nelíbí se jí Veroničino staré zařízení domu, prudérní přátelé i jídlo. Navíc trpí sennou rýmou. Pokouší se s Veronicou vyjít, ale ta veškeré pokusy odmítá.
Larita udělá několik neúmyslných faux pas. Omylem zabije rodinnou čivavu, když si na ni sedne, a dává různé rady manželově mladší sestře Hildě, které vyústí v to, že jí nenávidí i manželovy sestry. Veronica se svými hosty na lovu pak objeví Laritu a Johna při souloži v domku na poli. Veronica tak nenávidí Laritu ještě víc. Ta je izolovaná a jejími jedinými přáteli jsou Jim a služebnictvo, se kterým nakládá mnohem lépe než Veronica. Larita pomůže Jimovi pracovat na jeho motocyklu. Ten se stále cítí špatně kvůli tomu, že všichni jeho spolubojovníci z války zemřeli, a ztratil zájem o dění doma, mezi ním a manželkou již není žádná láska.
Když John zjistí, že finanční situace jeho rodiny je velmi špatná, začne se více přiklánět k rodině a, k Veroničině radosti, začnou jeho city k Laritě ochabovat. Hilda pak získá novinový článek odhalující Laritino skandální tajemství. Larita pomohla svému prvnímu manželi zemřít, když trpěl na nevyléčitelnou rakovinu. Dala mu na jeho přání smrtelnou injekci. Byla kvůli tomu souzena, ale soud skončil jejím osvobozením. John Laritu odmítá, zatímco Jim obviňuje své dcery z krutosti. Na další Veroničině party odmítá John s Laritou tančit, a tak s ní tančí Jim. Larita je rozhodnuta své manželství opustit a při odchodu z domu se omlouvá Saře, že přerušila její vztah s Johnem. Když Larita odjíždí, Jim se k ní přidá.

## Obsazení
| Jessica Biel          | Larita Whittakerová   |
| Colin Firth           | Jim Whittaker         |
| Kristin Scott Thomas  | Veronica Whittakerová |
| Ben Barnes            | John Whittaker        |
| Kimberley Nixon       | Hilda Whittakerová    |
| Katherine Parkinson   | Marion Whittakerová   |
| Kris Marshall         | Furber                |
| Christian Brassington | Philip Hurst          |
| Charlotte Riley       | Sarah Hurstová        |
| Jim McManus           | Jackson               |
| Pip Torrens           | Lord Hurst            |
| Georgia Glen          | paní Langridonová     |